# Basapur, Manvi
Basapur là một làng thuộc tehsil Manvi, huyện Raichur, bang Karnataka, Ấn Độ.